# 이현욱 (배우)
이현욱(1985년 6월 17일 ~ )은 대한민국의 배우이다.

## 학력
- 안양예술고등학교 연극영화과 (졸업)
- 한국예술종합학교 연극원 연기과 예술사 (졸업)

## 연기 활동

### 드라마
- 2014년 SBS 수목드라마 《쓰리 데이즈》 ... 김도진 오른팔 역
- 2014년 SBS 일일드라마 《사랑만 할래》[1] ... 최유빈 역
- 2016년 SBS 주말특별기획 《미세스 캅 2》
- 2017년 웹드라마 《FAKE 페이크》 ... 김근호 역
- 2019년 OCN 주말드라마 《타인은 지옥이다》 ... 유기혁 역
- 2020년 JTBC 월화드라마 《모범형사》 ... 박건호 역
- 2020년 OCN 드라마 《써치》 ... 이준성 역
- 2021년 JTBC 월화드라마 《선배 그 립스틱 바르지 마요》 ... 이재신 역
- 2021년 tvN 금토드라마 《마인:MINE》 ... 한지용 역
- 2022년 Netflix 《블랙의 신부》 ... 이형주 역
- 2023년 Netflix 《도적: 칼의 소리》 ... 이광일 역 (일본어 더빙: 미사이즈 케이스케)
- 2023년 TVING 《샤크: 더 스톰》 ... 현우용 역
- 2025년 tvN 《원경》 … 이방원 역
- 2025년 TVING 《원경: 단오의 인연》 … 이방원 역
- 2025년 TVING 《샤크: 더 스톰》 … 현우용 역

### 영화
- 2011년 《어깨나사》
- 2014년 《표적》 ... 조상우 형사 역
- 2016년 《섬. 사라진 사람들》 ... 석훈 역
- 2020년 《해치지않아》 ... 민철현 역
- 2020년 《살아있다》 ... 상철 역
- 2021년 《샤크: 더 비기닝》 ... 현우용 역 (특별출연)
- 2022년 《경관의 피》 ... 김사장 역
- 2024년 《설계자》 ... 월천 역

### 연극
- 2015년 《트루웨스트》 ... 오스틴 역
- 2016년 《트루웨스트 리턴즈》 ... 오스틴 역
- 2016년 《올드위키드송》 ... 스티븐 호프만 역
- 2017년 《유도소년》 ... 민욱 역
- 2018년 《톡톡》 ... 밥 역
- 2019년 《프라이드》 ... 올리버 역
- 2019년 《톡톡(군포)》 ... 밥 역

## 경력
- 2013년 : 제11회 아시아나국제단편영화제 경쟁부문 특별심사위원

## 수상 및 후보
| 연도 | 시상식                        | 부문               | 작품 | 결과 |
| ---- | ----------------------------- | ------------------ | ---- | ---- |
| 2012 | 제10회 아시아나국제단편영화제 | 단편의 얼굴상      | 빈칸 | 수상 |
| 2022 | 제58회 백상예술대상           | TV부문 남자 조연상 | 마인 | 후보 |

1. ↑  이현욱이 처음으로 출연하는 일일 드라마 작품.